# Ligne 13 du tramway d'Anvers
Pour les articles homonymes, voir Ligne 13.
La ligne 13 du tramway d'Anvers est une ligne fermée et abandonnée du tramway d'Anvers en Belgique.

## Histoire
1904 : mise en service entre Anvers Sud et Anvers Petrol Tanks; traction électrique; indice 13.
1929 : test de remplacement par trolleybus.
1931 : abandon de l'exploitation par trolleybus et remise en service du tramway.
1934 : fusion avec la ligne 14 sous l'indice 13.
1945 : abandon de l'itinéraire ex. 14 retour au tracé d'avant 1934 entre Anvers Sud et Anvers Petrol Tanks.
15 octobre 1952 : suppression et remplacement par un autobus.